# Sergio Gómez
Sergio Gómez Martín (* 4. září 2000) je španělský fotbalista, který hraje jako obránce nebo záložník za španělský klub Real Sociedad a za španělskou reprezentaci. Na klubové úrovni hrál ve Španělsku, v Německu, Belgii a Anglii. Se Španělskem získal zlatou medaili na LOH 2024 v Paříži.

## Reprezentační kariéra
Gómez debutoval za seniorskou reprezentaci dne 12. října 2024 v zápase Ligy národů UEFA proti Dánsku. Střídal Lamina Yamala. Španělsko vyhrálo 1:0.